# Furacão Cindy (2005)
O furacão Cindy foi um ciclone tropical que atingiu brevemente a intensidade de um furacão mínimo no golfo do México durante Julho na temporada de furacões no Atlântico de 2005 e fez landfall na costa da Luisiana, Estados Unidos. Cindy foi o terceiro sistema tropical dotado de nome e o primeiro furacão da temporada. Pensava-se que originalmente Cindy foi era apenas uma tempestade tropical durante o seu pico de intensidade, mas análises pós-tempestade confirmaram que Cindy foi um furacão mínimo de categoria 1 durante aquele momento.
O furacão Cindy formou-se inicialmente em 3 de Julho logo a leste da península de Iucatã no mar do Caribe. A depressão logo fez landfall na península e se enfraqueceu antes de seguir para o golfo do México em 4 de Julho. A tempestade fortaleceu-se assim que seguia para o norte, se tornando um furacão pouco antes de fazer landfall perto de Grand Isle, Luisiana, em 5 de Julho. A tempestade enfraqueceu-se assim que seguia sobre terra e se tornou extratropical em 7 de Julho.
O furacão foi responsável por três mortes nos Estados Unidos e trouxe fortes chuvas para Luisiana, Mississippi, Alabama e Maryland. Um tornado anormal de intensidade F2 na escala Fujita foi gerado pelo sistema remanescente de Cindy e causou severos danos em Hampton. Cindy também causou enchentes e um severo blecaute em Nova Orleans, Luisiana, que encorajou a população a deixar a cidade quando o furacão Katrina se aproximou da cidade no mês seguinte.

## História meteorológica

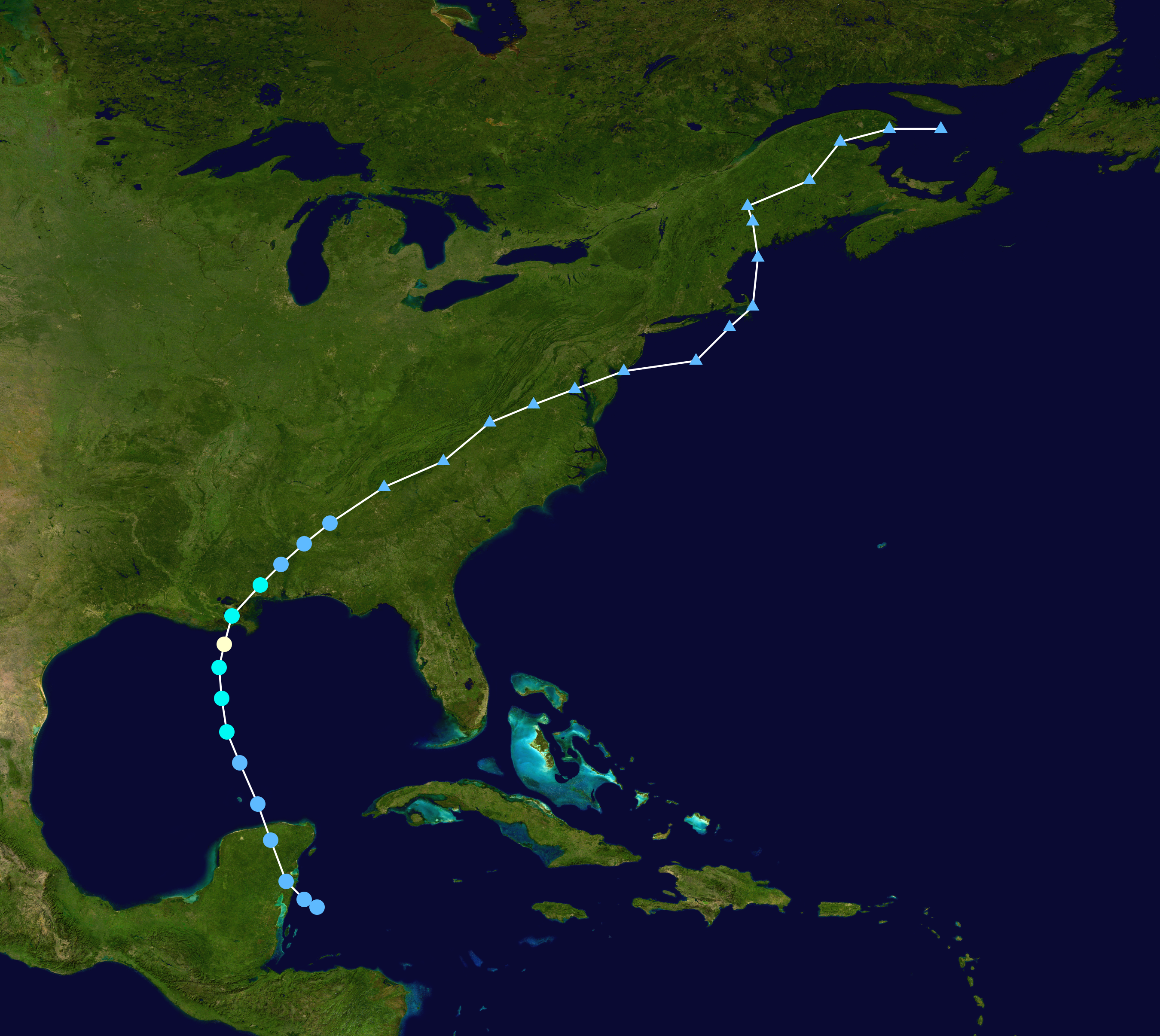
O caminho de Cindy

Em 24 de Junho, uma intensa onda tropical deixou a costa ocidental da África e seguiu rapidamente para oeste sobre o Atlântico norte tropical sem mostrar sinais de organização. A onda ficou gradualmente mais organizada assim que cruzava o Caribe, e no final de 3 de Julho, a onda se organizou para a depressão tropical Três a cerca de 130 km a leste de Chetumal, México. Os modelos tinham inicialmente dificuldades em predizer a trajetória da depressão e os meteorologistas do Centro Nacional de Furacões (NHC) refletiu isto, indicando que a depressão seguiria para o Texas. A depressão desenvolveu-se rapidamente antes de fazer landfall na península de Iucatã no começo da madrugada (UTC) de 4 de Julho, com ventos de até 55 km/h, e começou a perder a sua circulação ciclônica de baixos níveis assim que estava sobre terra.
Um novo centro ciclônico de baixos níveis começou a se formar no final da noite (UTC) de 4 de Julho, já sobre o golfo do México, ao norte do centro original. A reformação do centro ciclônico causou uma alteração significativa nos modelos de previsão, que agora indicariam um landfall na Luisiana. A depressão seguiu para o norte para o golfo do México e se tornou a tempestade tropical Cindy no começo da madrugada de 5 de Julho. Baixo cisalhamento do vento permitiu Cindy a se fortalecer mais assim que aproximava da costa da Luisiana, e a tempestade era um furacão mínimo, com ventos máximos sustentados em um minuto de 120 km/h, quando fez landfall perto de Grand Isle, no final da noite de 5 de Julho. Inicialmente pensava-se que Cindy fosse apenas uma tempestade tropical durante o seu pico de intensidade, mas análises pós-tempestade revelaram que Cindy foi realmente um furacão mínimo durante aquele momento.
Cindy enfraqueceu-se para uma tempestade tropical assim que cruzava o extremo sudeste da Luisiana e a baía de Breton antes de fazer um segundo landfall perto de Waveland, Mississippi, com ventos de até 85 km/h em 6 de Junho. Cindy seguiu para nordeste sobre o Mississippi e o Alabama, se enfraquecendo para uma depressão tropical mais tarde naquele dia. A depressão tornou-se um sistema extratropical sobre as Carolinas em 7 de Julho e seguiu para nordeste, se dissipando sobre o golfo de São Lourenço em 9 de Julho.

## Preparativos e impactos

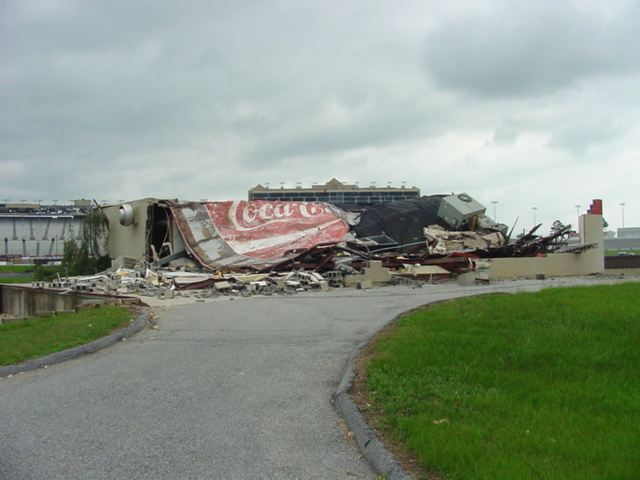
Construção destruída no Atlanta Motor Speedway, destruição causada por um tornado gerado por Cindy

Com a aproximação de Cindy da costa do golfo dos Estados Unidos, o Centro Nacional de Furacões (NHC) emitiu um aviso de tempestade tropical para a costa, entre Morgan City, Luisiana, a Destin, Flórida, e tanto os turistas quanto os residentes daquela região se retiraram das costas da Luisiana e da Flórida. Trabalhadores foram retirados de plataformas petrolíferas que estavam na trajetória da tempestade e as refinarias costeiras pararam de descarregar petróleo assim que a aproximação de Cindy deixou tais atividades perigosas.
Três mortes foram atribuídas a Cindy, nenhum dos quais perto da localidade do landfall da tempestade. Aproximadamente 300.000 residências no sudeste da Luisiana e na costa do Mississippi ficaram sem o fornecimento de eletricidade, além de uma maré de tempestade de aproximadamente 1,2 a 1,8 m afetar a mesma área, causando pequena ressaca perto de Grand Isle, Luisiana.
Em Nova Orleans, também na Luisiana, as rajadas de vento chegaram a 110 km/h, muitas árvores foram danificadas ou derrubadas, e algumas ruas isoladas tiveram enchentes. Como milhares de pessoas ficaram sem o fornecimento de eletricidade, a cidade experimentou o seu pior blecaute desde o furacão Betsy quarenta anos antes. Embora Cindy estivesse ainda sendo listado como uma "tempestade tropical" pelo serviço meteorológico naquele momento, muitas pessoas em Nova Orleans tiveram a impressão de que Cindy foi um furacão, e referiam ao sistema como o "furacão Cindy" mesmo antes de o sistema ser realmente classificado para um furacão meses depois. Muitas pessoas na Região metropolitana de Nova Orleans esperavam efeitos mínimos da tempestade, mas estavam limpando os escombros e ficaram sem o fornecimento de eletricidade por dias após a passagem de Cindy. A experiência encorajou muitas pessoas a saírem da região quando o furacão Katrina, muito mais poderoso, estava em direção à cidade dois meses depois.

Mesmo embora Cindy tenha se enfraquecido para uma depressão tropical quando se movia sobre terra, os efeitos do sistema ainda eram significantes por toda a sua porção final de sua trajetória. No dia após o seu landfall no sudeste da Luisiana, a depressão tropical Cindy alcançou o Alabama. Lá, suas bandas externas de tempestade produziram chuvas fortes e oito tornados. Os danos foram mais limitados a árvores e a linhas de transmissão, mas um tornado F1 na escala Fujita no condado de Macon feriu um homem, destruiu uma oficina de autorreparo, além de danificar os carros próximos.
Na Geórgia, algumas partes do Atlanta Motor Speedway e do aeroporto municipal Clayton County Airport - Tara Field, em Hampton sofreram cerca de 40 milhões de dólares em danos causados por um tornado F2 gerado pela tempestade. Um tornado F1 no condado de Fayette danificou três residências e causou danos estimados em 3 milhões de dólares. Quatro outros tornados foram confirmados em todo o estado, embora nenhum deles tenha causado danos significativos. O Aeroporto Internacional de Atlanta registrou 130 mm de precipitação acumulada em 6 de Julho, o seu sexto maior registro de chuva acumulada em 24 horas desde que os registros começaram em 1878; a maior parte da chuva caiu em apenas duas horas. Esta quantidade de chuva é maior do que o esperado em todo o mês de Julho.
A área de baixa pressão remanescente de Cindy seguiu pelo oeste e pelo norte da Carolina do Norte combinado com um limite frontal. Isto resultou na produção de várias supercélulas de trovoadas. Estas supercélulas geraram vários tornados no oeste da Carolina do Norte, ao pé dos Apalaches, mas seus efeitos foram mínimos. Continuando a seguir para o nordeste, Cindy provocou mais de 125 mm de chuva para áreas mais distantes, tais como Salisbury, Maryland

## Nomenclatura
Quando a tempestade tropical Cindy formou-se em 5 de Julho, foi a sétima vez que o nome Cindy foi usado para dar nome a uma tempestade tropical no oceano Atlântico. Devido à falta de grandes efeitos do furacão, o nome Cindy não foi retirado pela Organização Meteorológica Mundial (OMM) e estará presente na lista de nomes dos furacões para a temporada de 2011.